# Cappella Cerasi
La cappella Cerasi, detta anche dell'Assunta o dei Santi Pietro e Paolo, è la prima cappella a sinistra dell'altare maggiore nella basilica di Santa Maria del Popolo a Roma.
È una delle cappelle più celebri e visitate della basilica. Qui Annibale Carracci e Caravaggio, i due maggiori pittori attivi nella Roma dell'epoca, si confrontarono per l'unica volta negli anni 1600-1601, dando vita a uno dei capolavori inaugurali del Seicento romano.

## Storia

### La precedente cappella Foscari
Prima della costruzione attuale preesisteva nello stesso luogo una cappella dedicata alla Vergine, commissionata dal cardinale di Venezia Pietro Foscari (1417-1485). L'erezione della cappella era cominciata nel 1476, successivamente alla ricostruzione della basilica da parte di papa Sisto IV: il sepolcro del patrono, corredato dalla statua bronzea che lo ritraeva, fu infine collocato al centro di essa; il monumento funebre è l'unico elemento superstite della cappella ed è ancora visibile nella cappella Costa della stessa basilica.

### La cappella Cerasi

Caravaggio, la prima versione della conversione di san Paolo realizzata per la cappella Cerasi

L'8 giugno 1600, la cappella fu acquistata dal monsignor Tiberio Cerasi, tesoriere della Camera apostolica. Cerasi incaricò l'architetto Carlo Maderno della risistemazione ed ampliamento della cappella, mentre le decorazioni del vano interno furono commissionate ad Annibale Carracci e a Caravaggio, due pittori che stavano rivoluzionando la scena artistica romana dell'epoca.

#### Il presunto rifiuto delle tele del Caravaggio

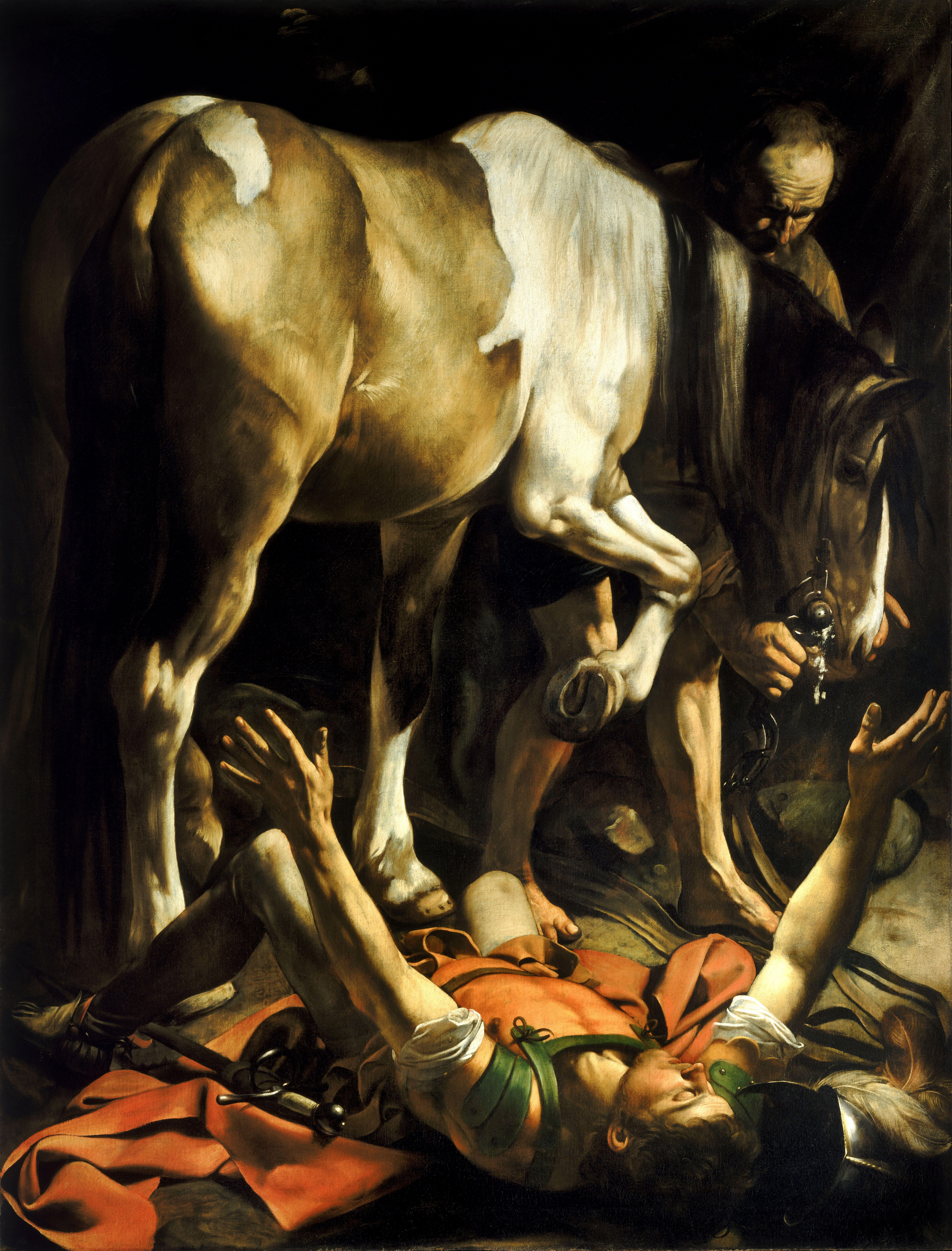
Caravaggio, la seconda versione della conversione di san Paolo

Fortunatamente, la documentazione contrattuale dell'incarico al Caravaggio è pervenuta fino a noi (mentre nessun simile documento relativo alla commissione del Carracci è stato rinvenuto): uno di questi documenti specifica che sia la crocifissione di Pietro che la conversione di Paolo avrebbero dovuto essere realizzate su tavola. In effetti, Caravaggio consegnò al committente queste due prime versioni su tavole di cipresso, che, tuttavia, non sono evidentemente i dipinti presenti oggi nella cappella Cerasi, dato che questi sono realizzati invece su tela.
A seguito di questa incongruenza, si è molto discusso se le prime versioni fossero state rifiutate dalla committenza, come testimoniato dal racconto di Giovanni Baglione, spesso malevolo con Caravaggio, o se sia stato piuttosto Caravaggio stesso a volerle rieseguire. È stato anche ipotizzato che Caravaggio abbia voluto realizzare le sue nuove opere in esplicito riferimento alla pala di Annibale, con -inoltre- dimensioni più consone a quelle, molto strette, del vano: la ristrettezza di tale vano era, infatti, a lui ignota al momento dell'esecuzione delle prime tavole. Forse per questi motivi si osserva come la composizione spaziale delle seconde tavole è molto diversa da quella delle prime.
In ogni caso, l'ipotesi che Caravaggio abbia eseguito i suoi dipinti in relazione all'opera di Annibale presuppone che l'Assunta dell'altare fosse stata già completata prima della conclusione dei nuovi laterali. Ciò, in effetti, si ritiene dimostrato dal fatto che non risultano registrazioni di pagamenti in favore di Annibale nei documenti della gestione del patrimonio di Tiberio Cerasi stilati dopo la sua morte: da ciò, si è dedotto che il Carracci sia stato liquidato per la pala d'altare prima che il Cerasi morisse. A supporto di tale deduzione, è attestato che il Caravaggio fu pagato, in effetti, vari mesi dopo la morte del Cerasi: ne consegue che l'Assunta risalirebbe al 1600 o, al massimo, ai primi mesi del 1601, data accettata dalla critica maggioritaria.
I dipinti furono, infine, collocati nel loro sito definitivo dal falegname mastro Bartolomeo nel maggio 1605.
La cappella fu consacrata solo l'11 novembre 1606.

### XIX secolo
Nel XIX secolo, la cappella fu restaurata due volte, nel 1851 e nel 1899, su incarico di Antonio Cerasi (1814-1899).

## Descrizione

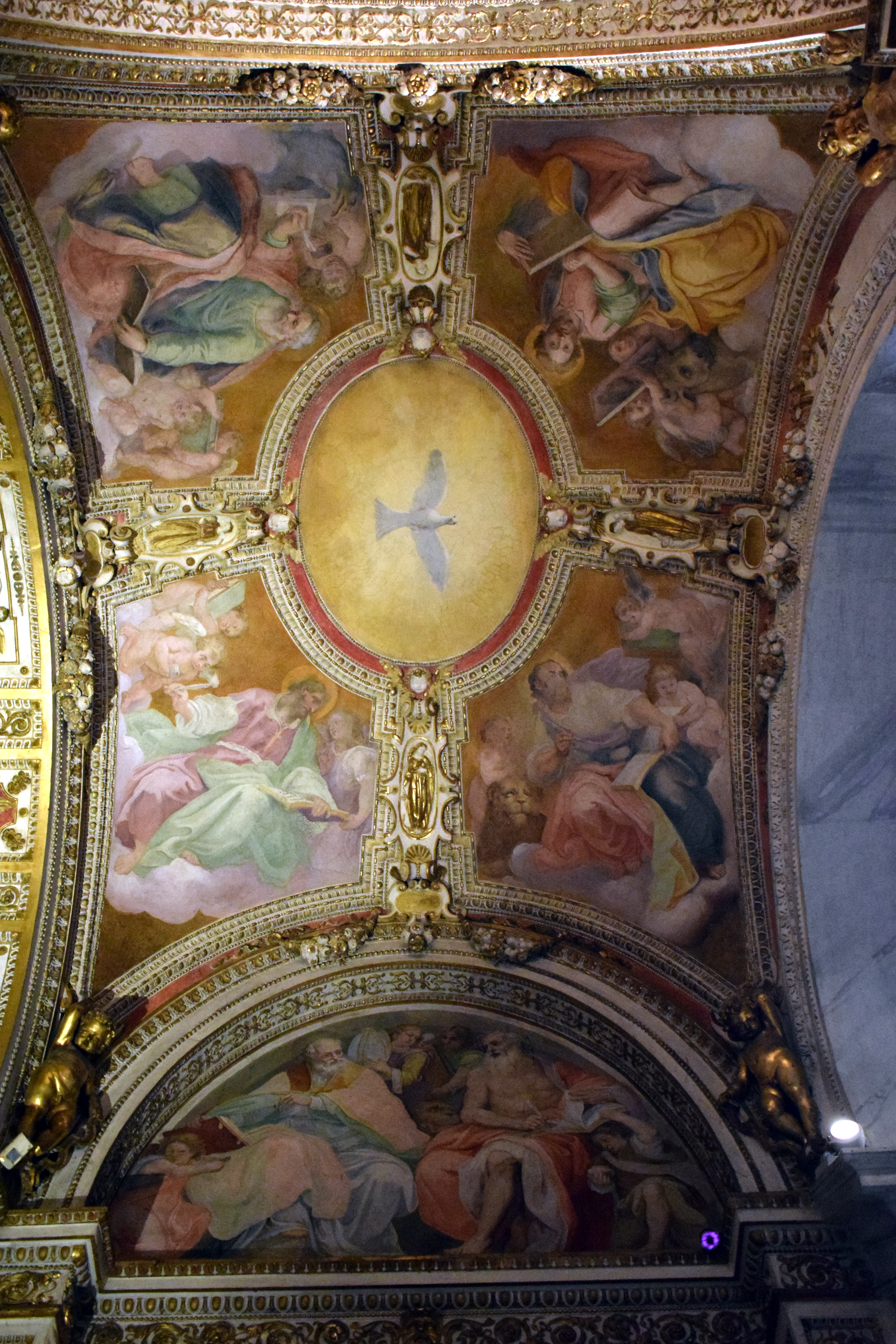
Gli affreschi di Giovanni Battista Ricci nel vano di ingresso della cappella Cerasi

La cappella presenta un ambiente stretto e profondo, suddiviso in due vani. Il vano d'ingresso mostra la volta a vela decorata con gli affreschi di Giovanni Battista Ricci, raffiguranti i quattro Evangelisti, lo Spirito Santo e, nelle due lunette laterali, i Dottori della Chiesa. Il vano interno ospita, al centro, l'altare su cui è collocata la pala di Annibale Carracci, mentre ai lati si trovano le due tele del Caravaggio. Questi tre dipinti sono dedicati, rispettivamente, alla Vergine Maria, cui è consacrata la basilica di Santa Maria del Popolo, e agli apostoli Pietro e Paolo.

### Vano interno: volta

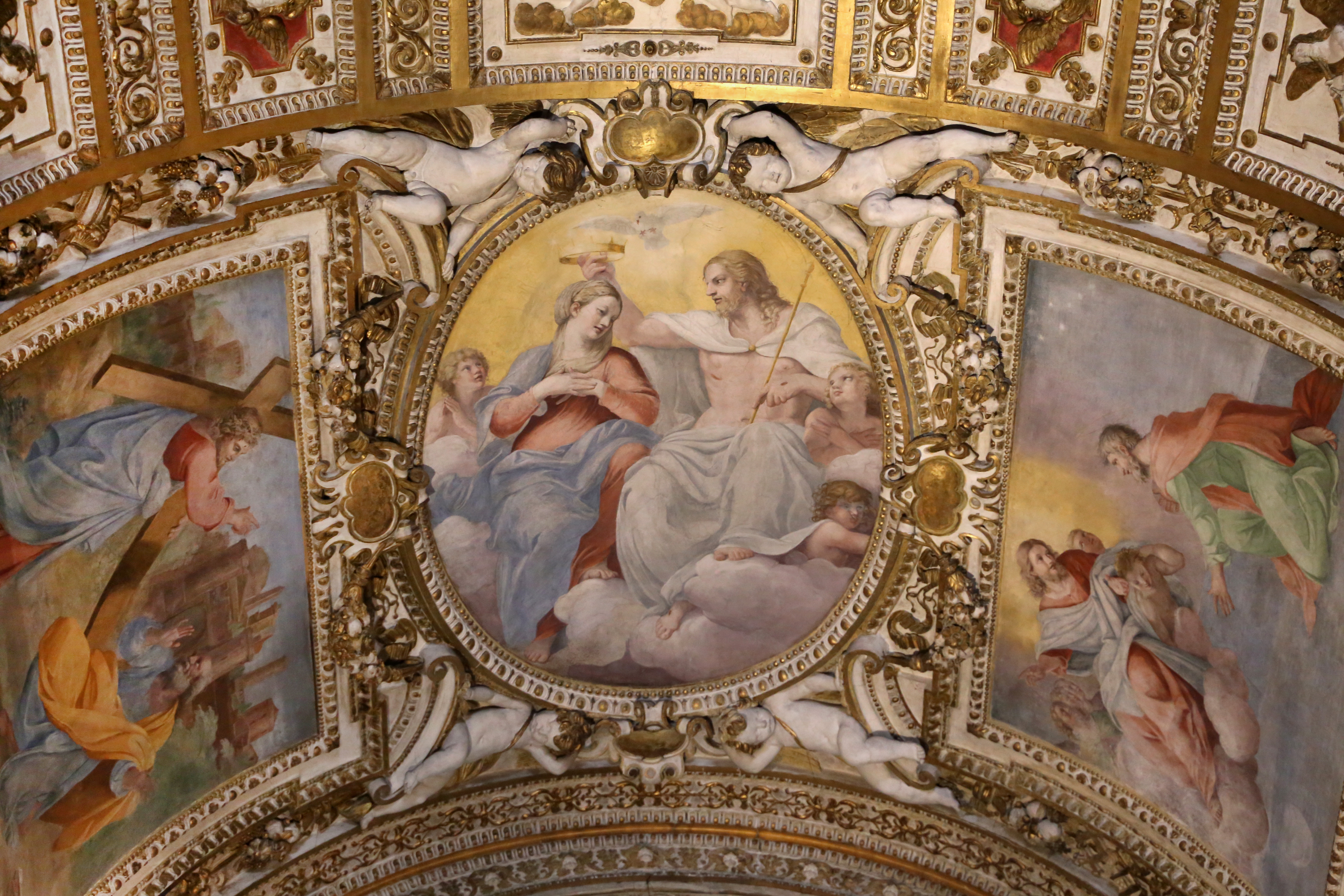
Annibale Carracci e Innocenzo Tacconi: affreschi della volta del vano interno della cappella Cerasi (Coronazione della Vergine, e pannelli laterali)

La volta a botte del vano interno è decorata da affreschi ideati dallo stesso Carracci, ma eseguiti dal suo collaboratore Innocenzo Tacconi (a parte l'ovale, da alcuni attribuito interamente al Carracci). Qui sono visibili tre scene: 
- ovale centrale: Incoronazione della Vergine;
- riquadro sinistro: apparizione di Cristo a san Pietro in fuga da Roma lungo la via Appia, a causa della persecuzione di Nerone[15];
- riquadro destro: questa scena è indicata dal Baglione[16] come l'ascensione di san Paolo al terzo Cielo del Paradiso[17]; altri studi, tuttavia, ritengono che rappresenti Cristo che ordina a Paolo di lasciare Gerusalemme[18]. Non si esclude che il soggetto sia una sintesi, o una sovrapposizione, di questi due episodi[19]: infatti, se alcuni elementi (ad es. l'ambientazione tra gli astri) suggeriscono il primo, il dialogo tra Paolo e il Signore si potrebbe riferire al secondo.

A destra è visibile la costellazione dell’Orsa Maggiore: la presenza delle stelle è coerente all'ambientazione della visione paolina, ma ha anche un altro significato: si tratta, infatti, della criptofirma di Annibale, che gioca sull'assonanza dei termini Carro (riferito alla costellazione, nota anche come Grande Carro) e il proprio cognome, Carracci.

### Vano interno: i dipinti

Crocifissione di san Pietro (Caravaggio)

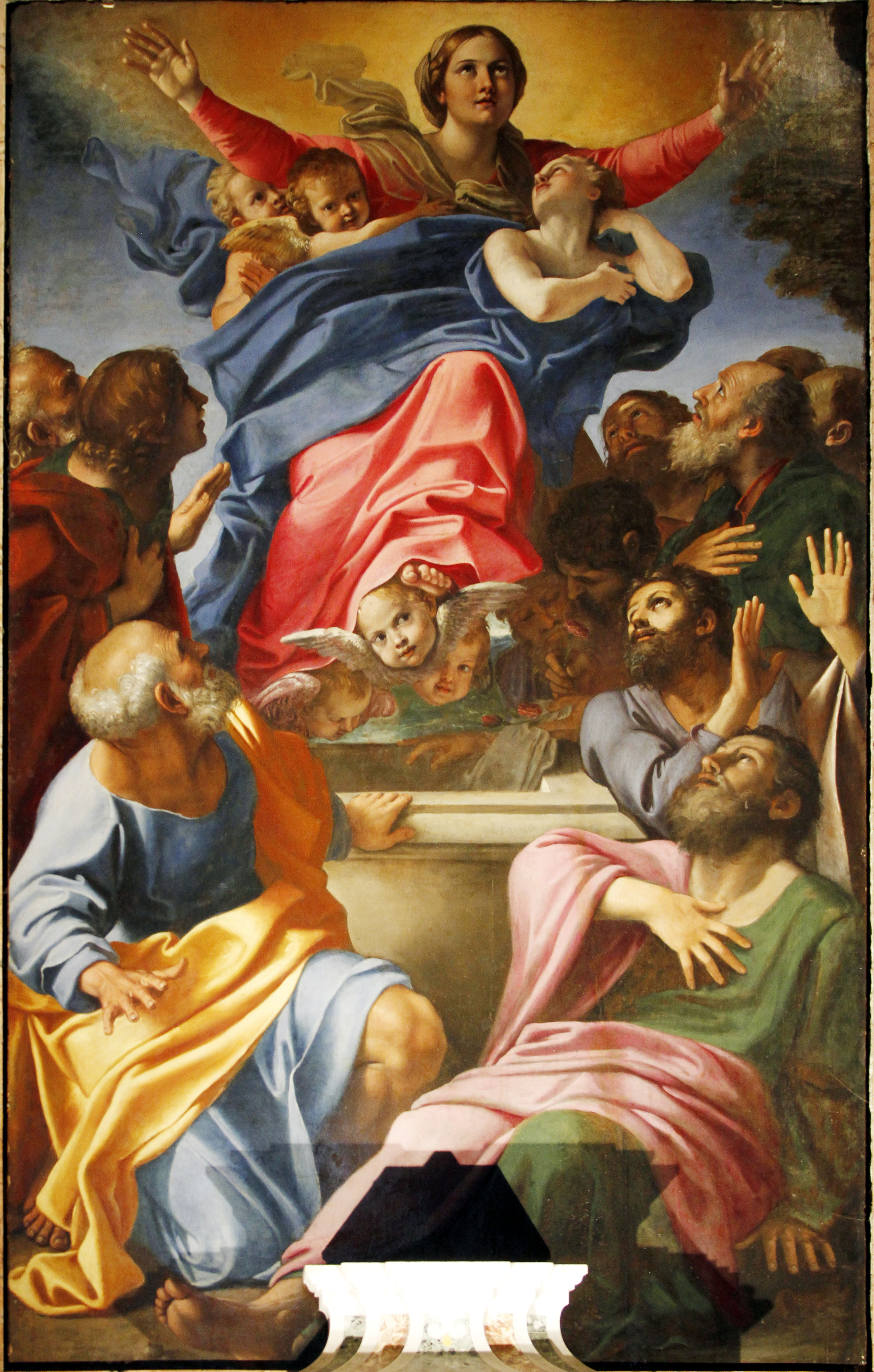
L'Assunzione della Vergine del Carracci (pala d'altare)

Il tema dell'Assunzione della pala riprende l'intitolazione alla Vergine dell'intera basilica, mentre i dipinti laterali riprendono i temi alla base della dottrina cristiana: il martirio e la conversione a seguito di fatti miracolosi. Le due tele laterali del Caravaggio (a sinistra, la crocifissione di san Pietro e, a destra, la conversione di san Paolo) sono in continuità narrativa con i due riquadri laterali della volta, anch'essi dedicati a fatti della vita di Pietro e Paolo. Un rapporto analogo collega le raffigurazioni mariane della pala d'altare (l'Assunzione) e dell'ovato centrale del soffitto (l'Incoronazione).

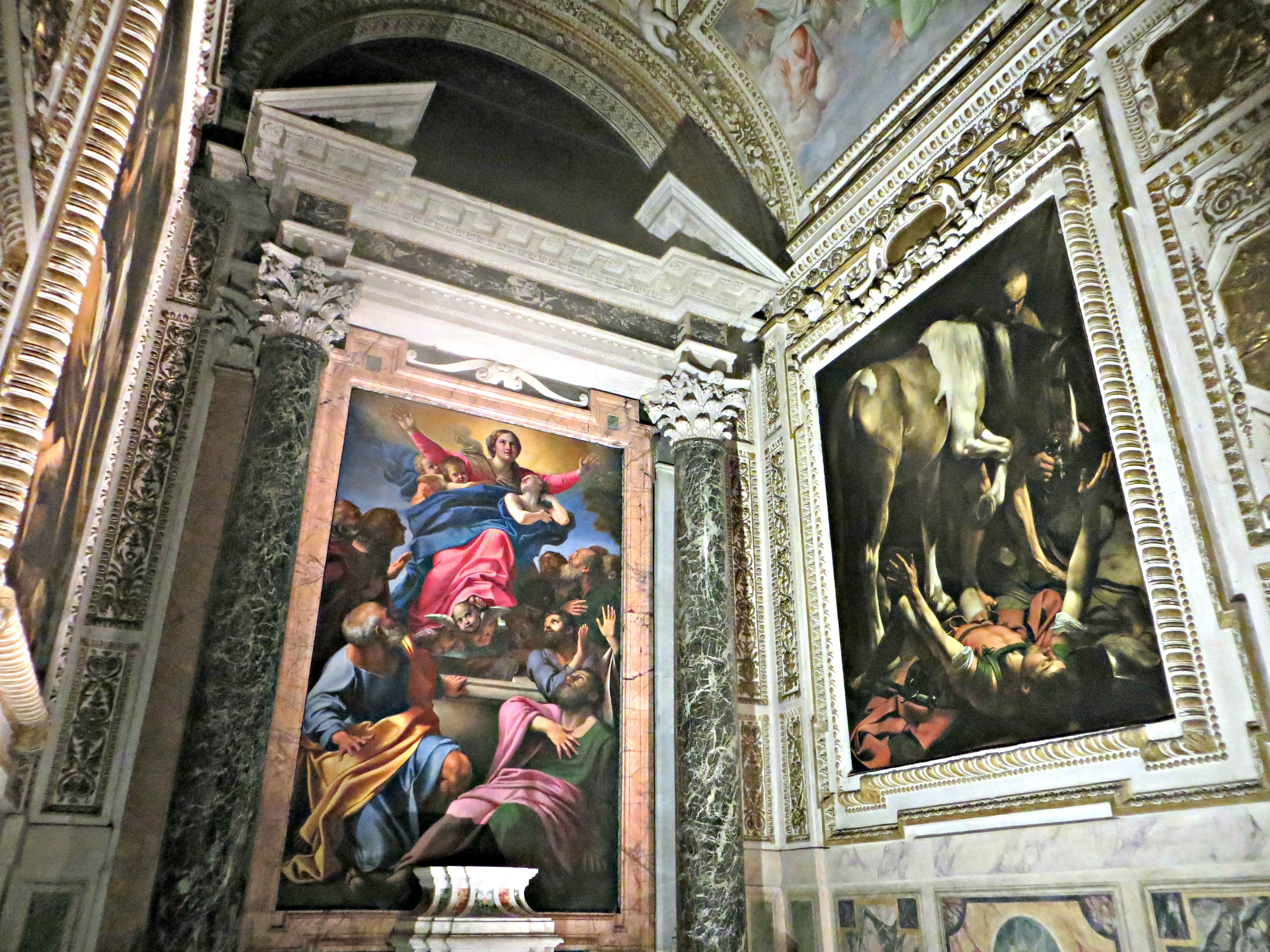
La conversione di Paolo e l'Assunta (angolo destro della cappella)

La ristrettezza dello spazio della cappella ha influenzato la realizzazione dei dipinti, sia nel caso dell'Assunzione, che dei laterali: Caravaggio, in particolare, dispose le figure delle sue tele lungo una linea diagonale fortemente inclinata, al fine di esaltarne la resa scenografica. Egli, inoltre, collocò i suoi personaggi in primo piano all'interno delle scene di grande profondità prospettica, per accentuare l'illusione delle figure di uscire dai dipinti nello spazio reale.

### Il rapporto tra le tele di Caravaggio e l'Assunzione di Annibale

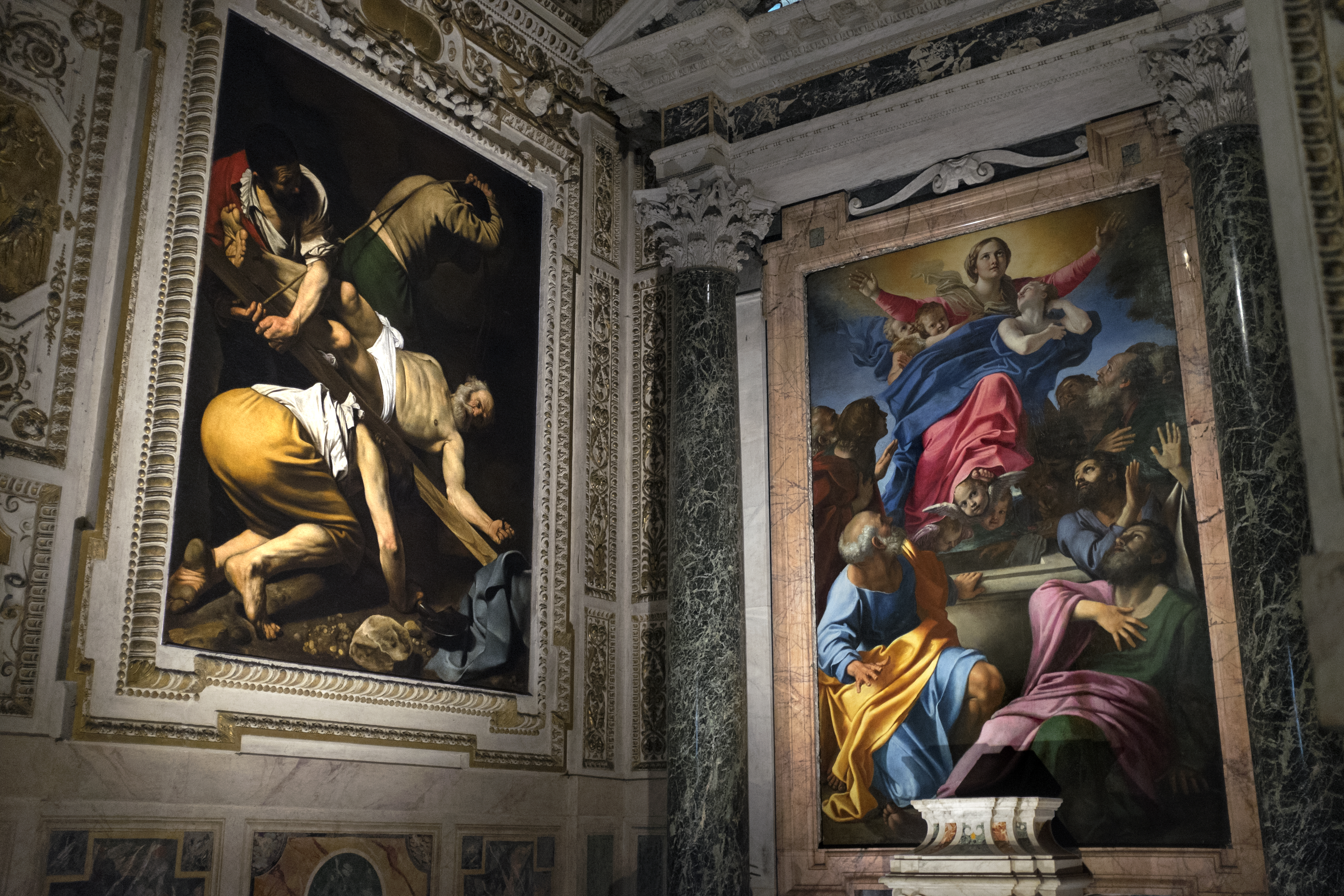
La crocifissione di Pietro e l'Assunta (angolo sinistro della cappella)

Caravaggio eseguì una seconda volta i dipinti laterali della cappella Cerasi, anche in relazione alla pala forse perfino esprimendo, secondo alcune posizioni critiche, degli accenti di sfida verso il più anziano Carracci. È anche possibile sospettare l'intenzione della committenza di mettere apertamente in competizione i due artisti.
In particolare, Caravaggio inserì nei suoi dipinti alcuni riferimenti alla pala centrale: ad esempio, dal lato sinistro, Pietro si torce in direzione della Vergine dell'altare, alla quale si affida nel momento del martirio; dal lato destro, il gesto di Paolo, che allarga le braccia di fronte alla visione del Signore, è analogo a quello dell'Assunta che pare a sua volta protendersi, dall'altare, in un abbraccio che accoglie i visitatori della cappella.

### Influenze successive
Le invenzioni dei due grandi pittori ispirarono probabilmente anche Gian Lorenzo Bernini per la creazione della sua cappella Cornaro, una delle massime espressioni dell'arte barocca. Inoltre, il confronto di Annibale e Caravaggio di questa cappella influenzerà durevolmente l'arte del Seicento dando il via a due filoni: quello "caravaggesco" e quello più propriamente barocco.

### Le sepolture

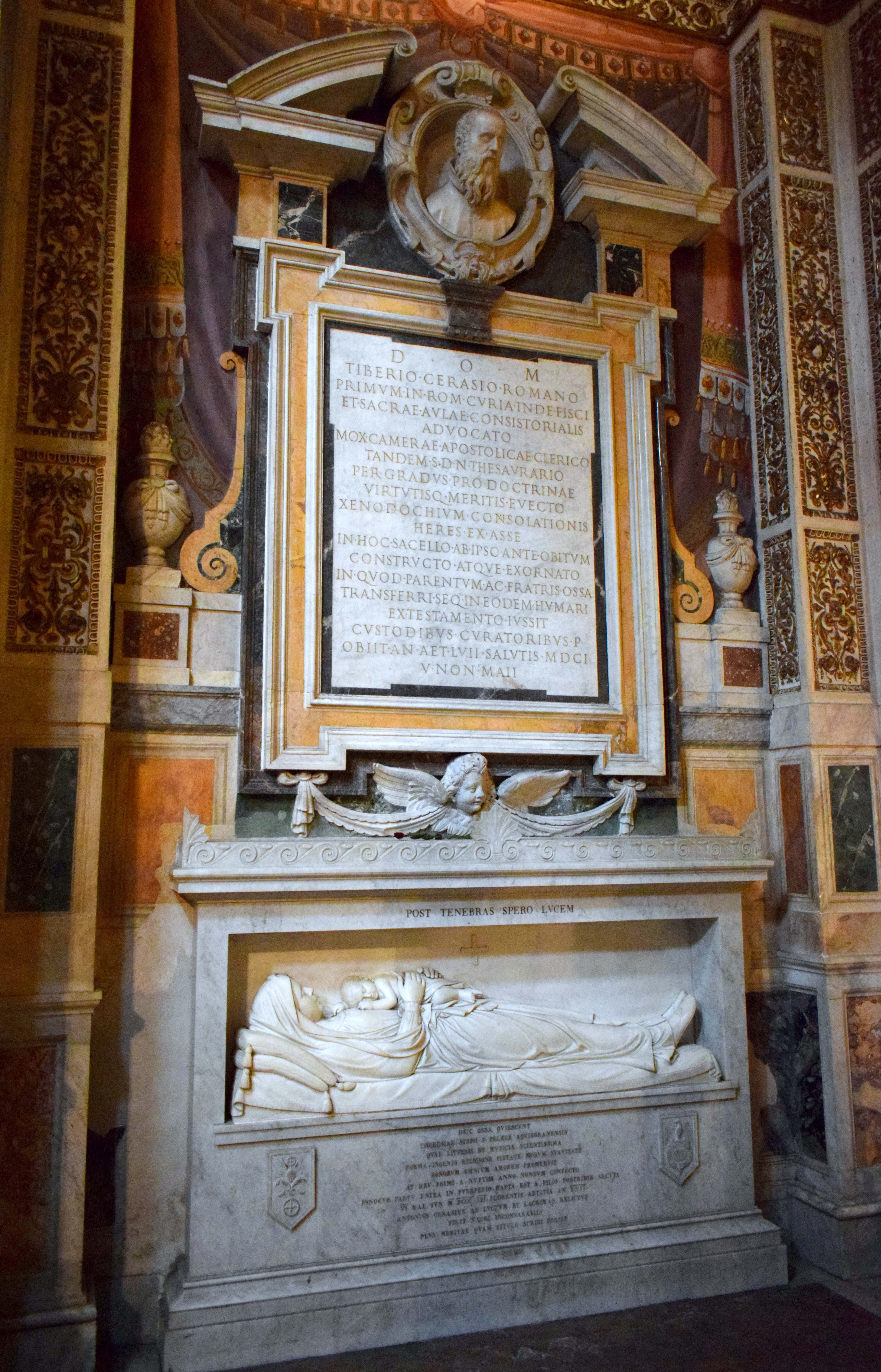
Monumento funebre di Tiberio Cerasi. Nella parte inferiore, è visibile la tomba di Teresa Pelzer.

Nella parete sinistra del vano d'ingresso è sepolto Tiberio Cerasi (1544-1601), dove è presente il busto del defunto; sulla parete destra è visibile il busto del padre Stefano (morto nel 1575), con la sepoltura della madre Bartolomea Manarda (morta nel 1573). Sotto la lapide di Tiberio, vi è poi la sepoltura di Teresa Pelzer d'Aquisgrana (morta ventiseienne di parto, nel 1852), "letteris et musicis scientissima" (cultrice di musica e di lettere) e moglie di Antonio Cerasi: di particolare interesse è la scultura della defunta, commissionata a Giuseppe Tenerani (fratello del più celebre Pietro Tenerani), rappresentata distesa con in braccio il suo bambino, sormontata dalla scritta "Post tenebras spero lucem". All'ingresso della cappella -all'esterno- sul pilastro del lato destro, è visibile il bel dipinto della sepoltura di Olimpia Mangoni (morta ventinovenne, nel 1582), sopra la rispettiva lapide dedicatale dal vedovo Giorgio Ferrari. Infine, sul pilastro d'ingresso sinistro, è visibile il monumento a Paolo M. Martinez (morto nel 1833), nobile patrizio romano di origine spagnola, benefattore di un ospedale cittadino per la somma di 12.000 scudi, la cui sepoltura vera e propria è tuttavia all'interno della cappella, scorgibile nel pavimento del vano d'ingresso.

## Galleria d'immagini

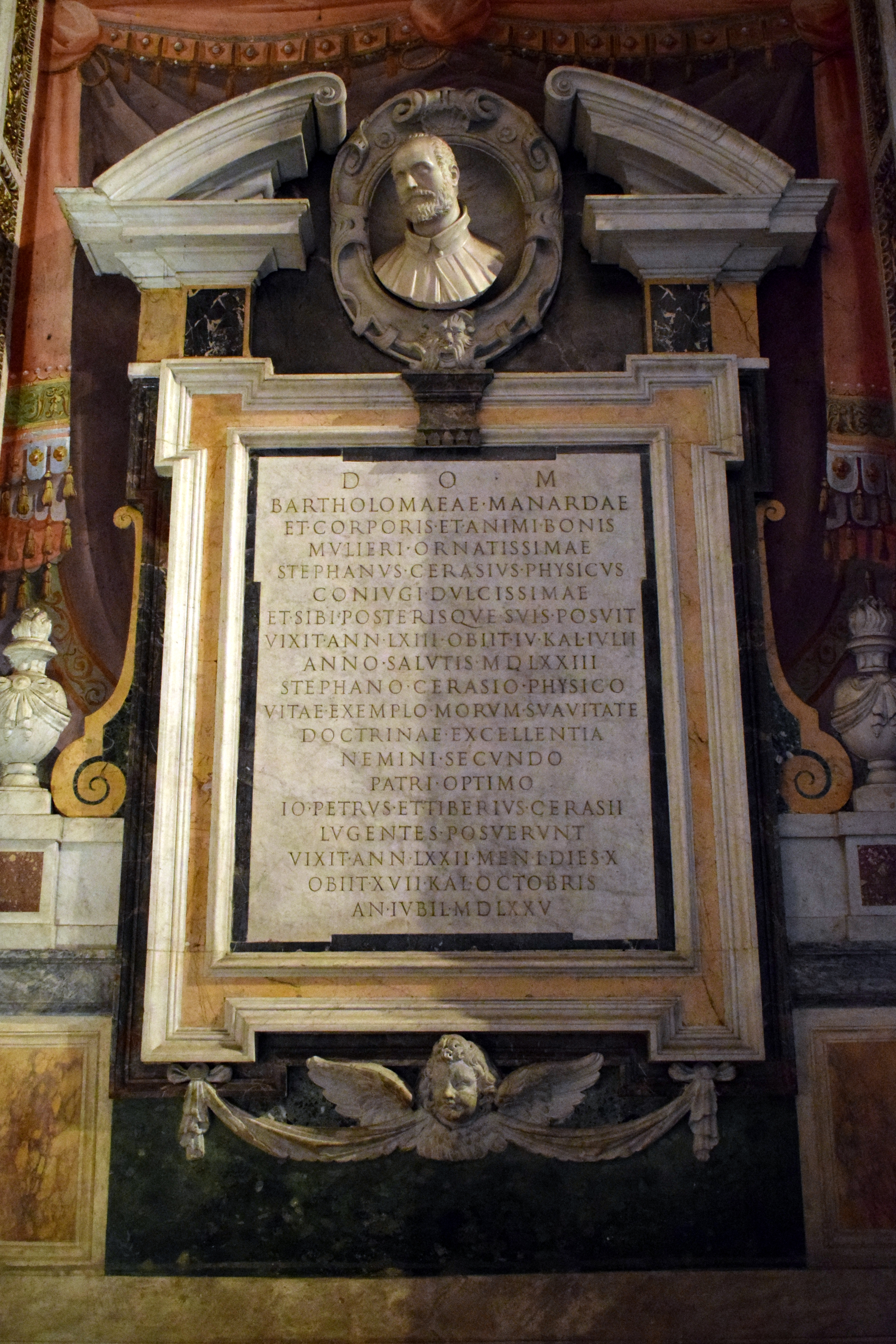
Tomba di Stefano Cerasi
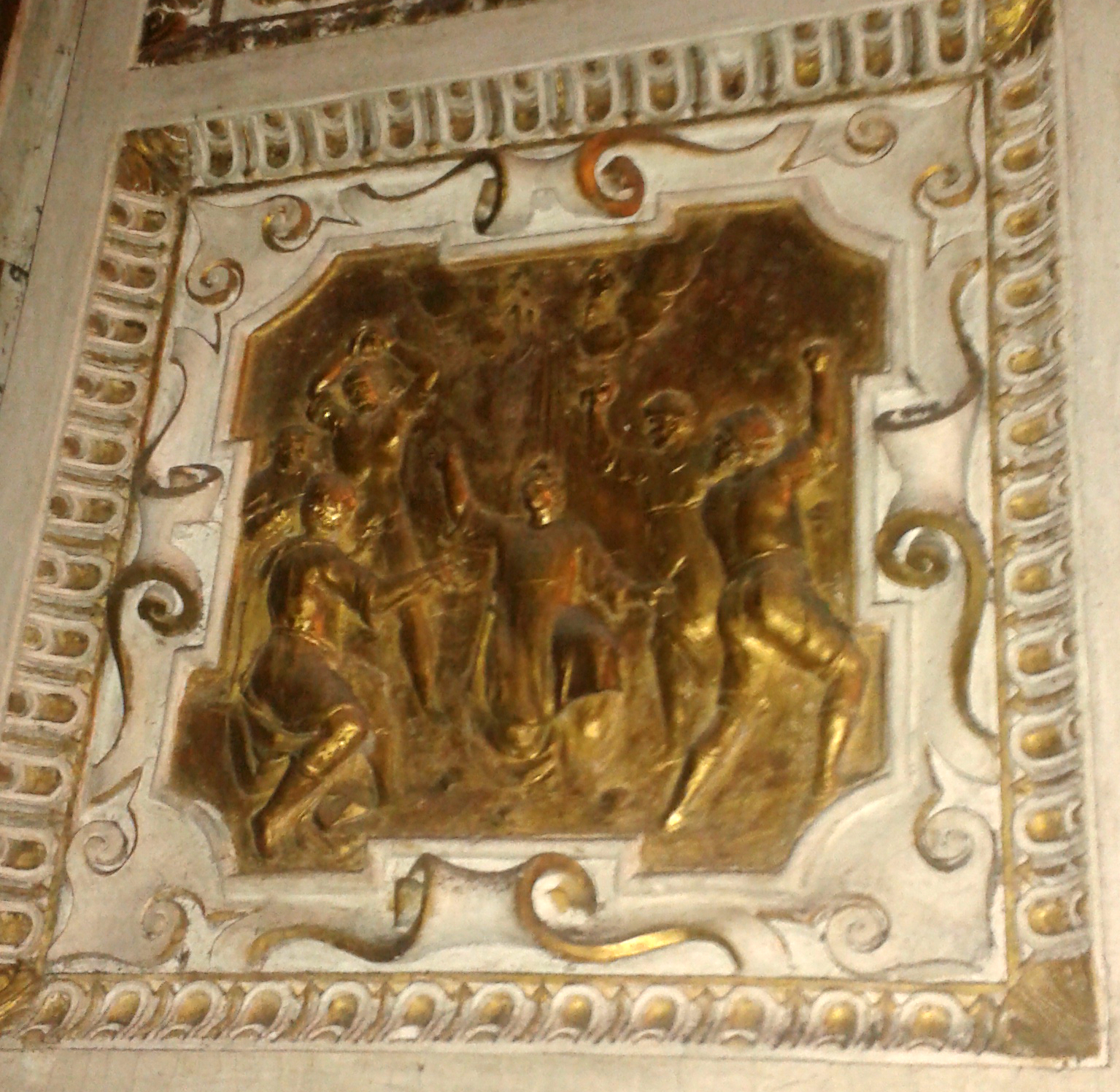
Lapidazione di Santo Stefano (formella di stucco laterale)
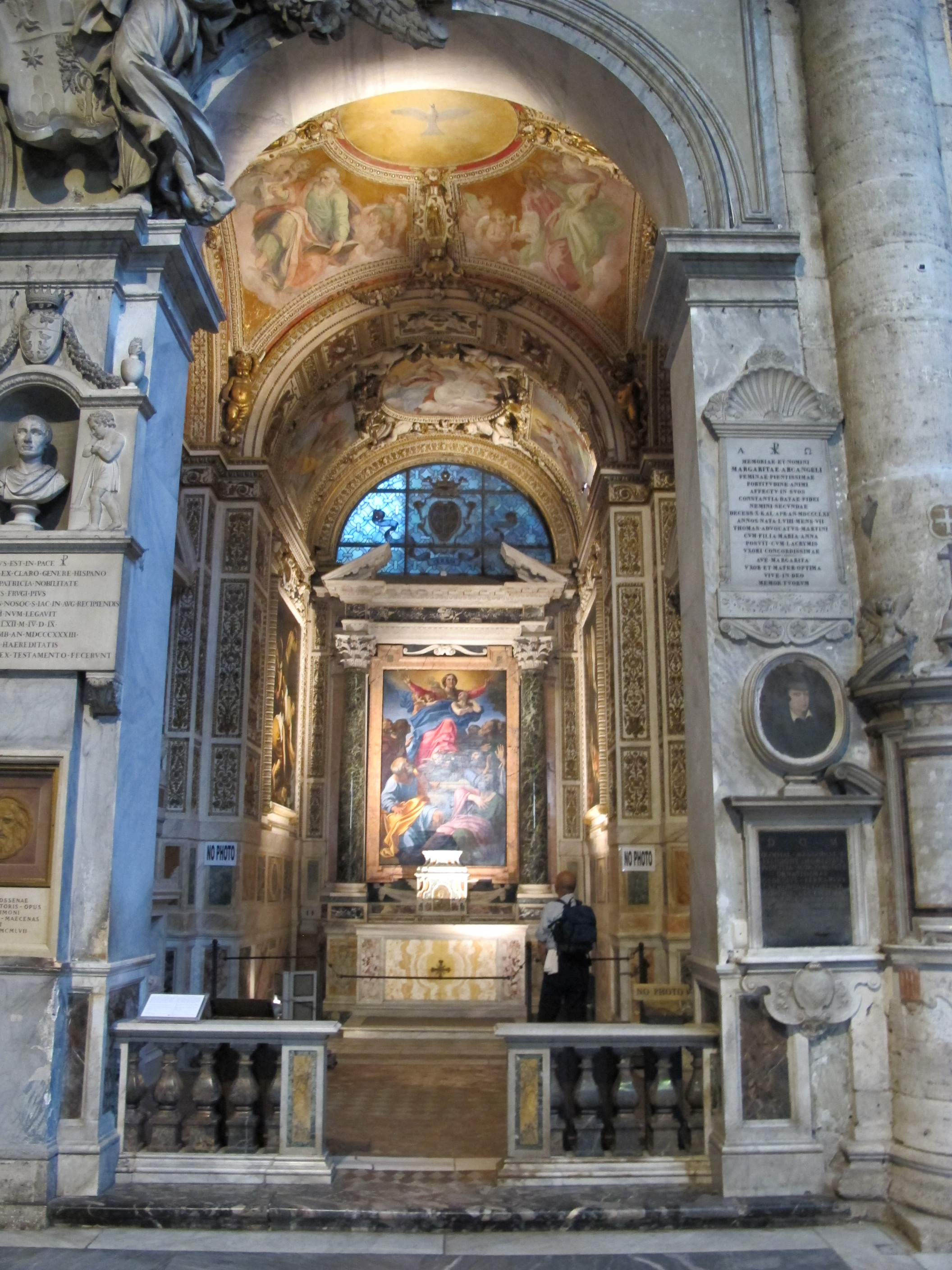
Vista della cappella dal transetto
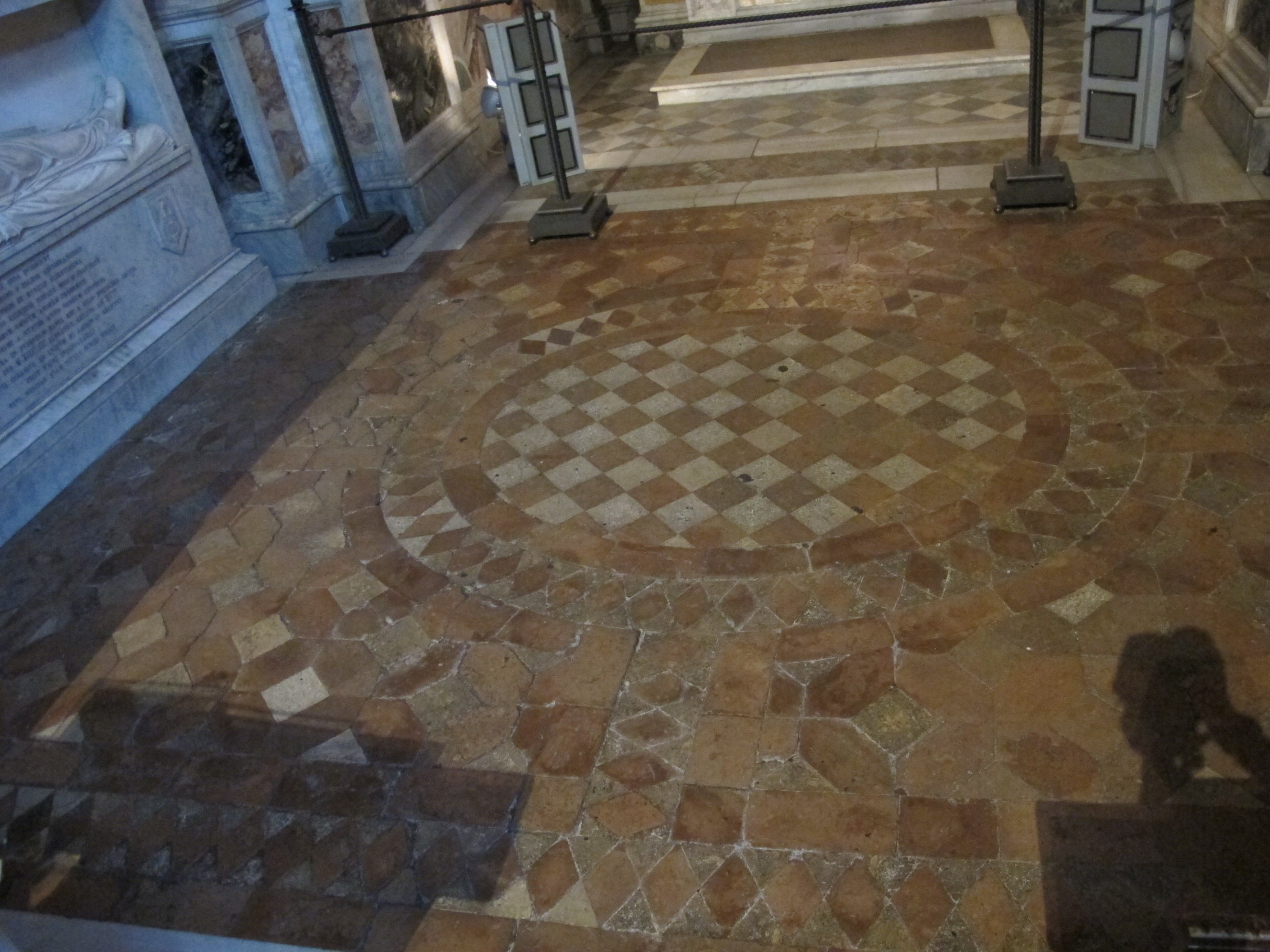
Pavimento
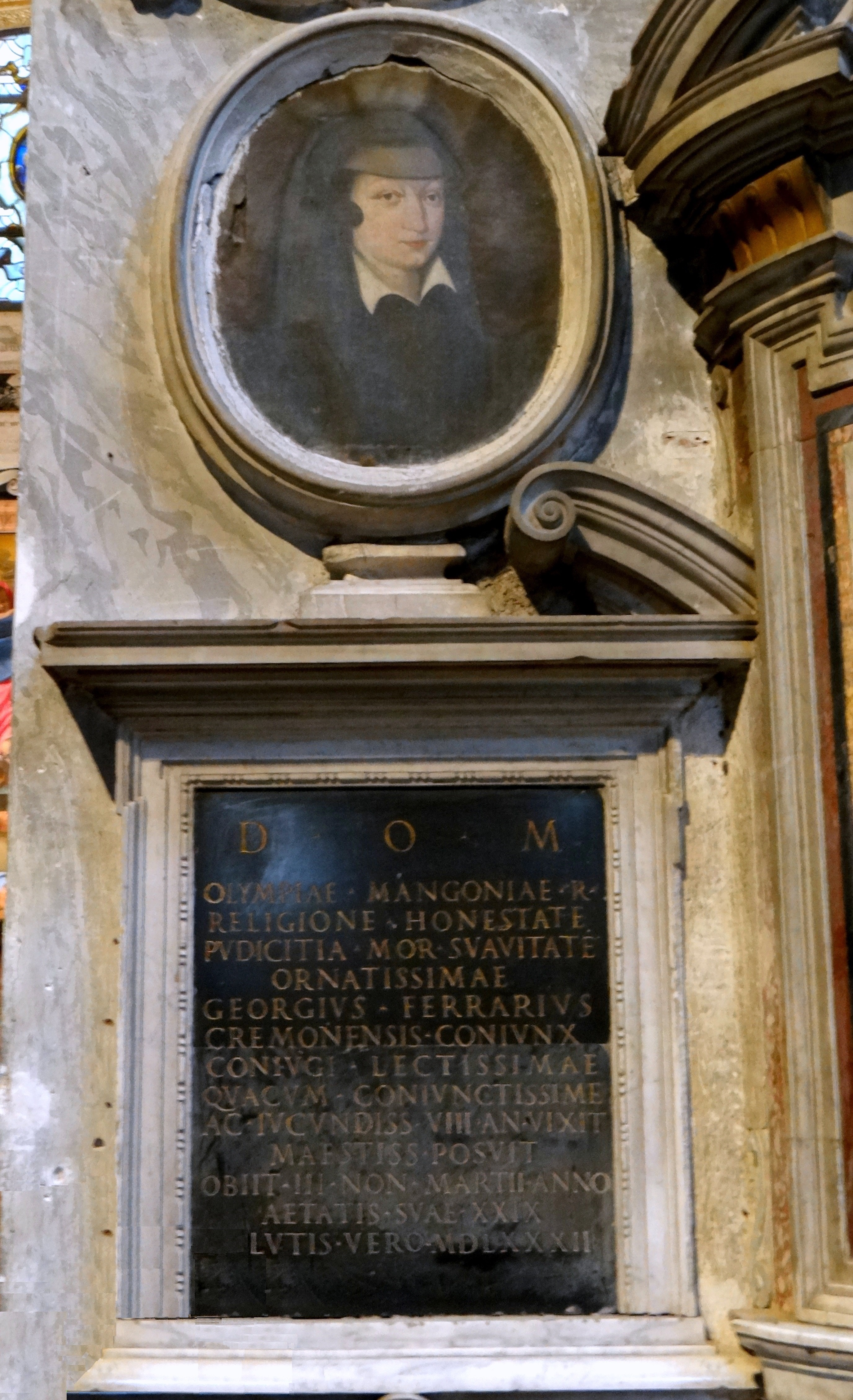
Ritratto di Olimpia Mangoni (pilastro esterno destro della cappella)
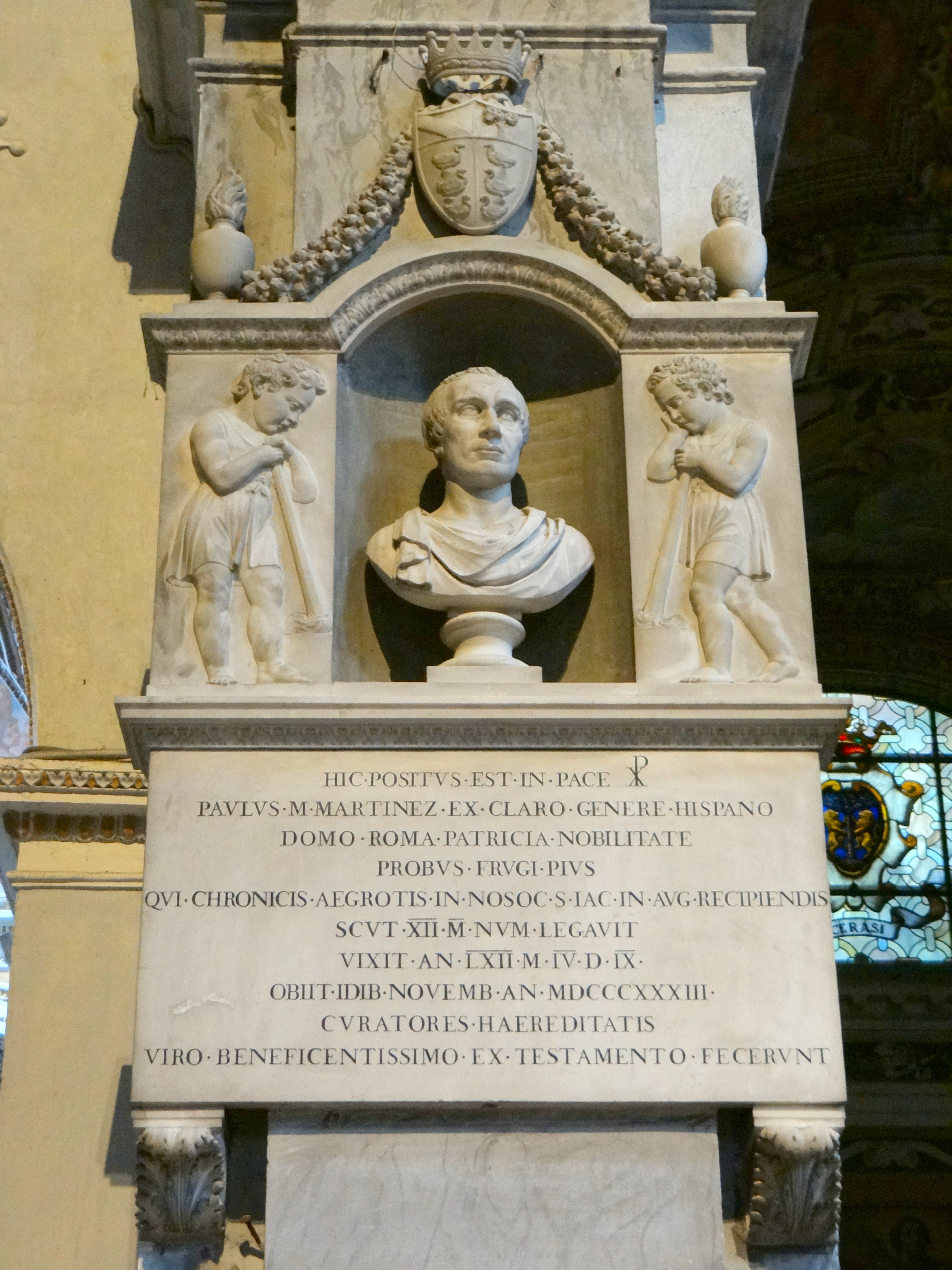
Monumento a Paolo M. Martinez, benefattore (pilastro esterno sinistra della cappella)